# Tales from the Leather Nun
Tales from the Leather Nun, amerikanskt seriealbum utgivet 1973. Det är en antologi med bisarra, våldsamma och sexuellt explicita serier om nunnor av Dave Sheridan, Robert Crumb, Spain Rodriguez och Pat Ryan. Serierna publicerades på svenska i tidningen Pox.